# Eparquía de Hierápolis en Siria de los sirios
La eparquía titular de Hierápolis en Siria de los sirios (en latín: Eparchia Hierapolitana in Syria Syrorum) es una archieparquía titular de la Iglesia católica conferida a miembros de la Iglesia católica siria. Corresponde a una antigua arquidiócesis del patriarcado de Antioquía cuya sede estaba en la ciudad de Hierápolis en Siria, la actual Manbiy en Siria. De acuerdo al Anuario Pontificio, Hierápolis en Siria fue una sede metropolitana de la provincia de Siria Eufratense I.

## Historia
Hierápolis de Siria es la antigua sede metropolitana de la provincia romana de Eufratensis, creada circa 341 en la diócesis civil del Oriente en el patriarcado de Antioquía.
Según la única Notitia Episcopatuum del patriarcado de Antioquía que se conoce, la Notitia Antiochena que data de la segunda mitad del siglo VI y fue elaborada por el patriarca Anastasio de Antioquía (quien gobernó el patriarcado dos veces entre 559 y 570 y entre 593 y 598), Hierápolis tenía nueve diócesis sufragáneas: Zeugma (hoy Balkis), Sura (hoy Suriya), Barbaliso (hoy ruinas de Qala'at Balis), Neocesarea en Siria (localización incierta), Perre (hoy Pirun), Urima (localización incierta), Doliche (hoy ruinas de Tell-Dülük), Germanicia (hoy Kahramanmaraş) y Dura Europos (cerca de Salhiyah). Tras la redacción de la Notitia la sede de Doliche ocupó el lugar de Hierápolis como sede metropolitana y Germanicia fue elevada a arquidiócesis autocéfala. Originalmente pertenecían al metropolitanato de Hierápolis también las sedes de Ciro y Sergiópolis (con sus sufragáneas), de las que se separaron en el siglo VI.
Desde la primera mitad del siglo VII, la región fue ocupada por los árabes, que obligaron a los funcionarios bizantinos, incluidos los obispos, a huir dentro de las fronteras del imperio. La presencia cristiana continuó con las comunidades de la Iglesia ortodoxa siria. Algunos obispos jacobitas están atestiguados entre los siglos VIII y XIII. Chabot menciona trece arzobispos jacobitas del siglo IX al XII.
Los cruzados nunca capturaron a Manbiy durante sus invasiones del Levante del siglo XI al XII, pero el arzobispado latino de Hierápolis se restableció en la ciudad de Tell-Dülük en 1134. 

### Sede titular
Una sede titular católica es una diócesis que ha cesado de tener un territorio definido bajo el gobierno de un obispo y que hoy existe únicamente en su título. Continúa siendo asignada a un obispo, quien no es un obispo diocesano ordinario, pues no tiene ninguna jurisdicción sobre el territorio de la diócesis, sino que es un oficial de la Santa Sede, un obispo auxiliar, o la cabeza de una jurisdicción que es equivalente a una diócesis bajo el derecho canónico.
La eparquía titular de Hierápolis en Siria de los sirios fue creada en 1908 o antes y fue conferida por primera vez por la Santa Sede en 1908 al obispo Atanasio Ignacio Nuri.
Existe además la arquidiócesis titular latina de Hierápolis en Siria y la archieparquía titular de Hierápolis en Siria de los greco-melquitas.

## Episcopologio

### Obispos de la sede residencial (siglos VIII a XIII)
- Sergio †
- Abraham †
- Simón †
- Juan †
- Miguel †
- Teodoro †
- Jacobo †
- Timoteo †
- Filoseno I †
- Filoseno II †
- Ignacio †
- Juan †
- Filoseno III †

### Obispos de la sede titular
- Atanasio Ignacio Nuri † (1908-9 de noviembre de 1946 falleció)
- Eustathe Joseph Mounayer † (10 de mayo de 1971-4 de septiembre de 1978 nombrado archieparca de Damasco de los sirios)
- Clément Georges Schelhoth † (4 de septiembre de 1978-4 de octubre de 1991 falleció)
  - Sede vacante (4 de octubre de 1991-15 de agosto de 2020)[4]
- Camil Afram Antoine Semaan, desde el 28 de marzo de 2020.[5] Exarca patriarcal de Jerusalén.